# Liste der Gedenksteine für NS-Opfer in Brünn

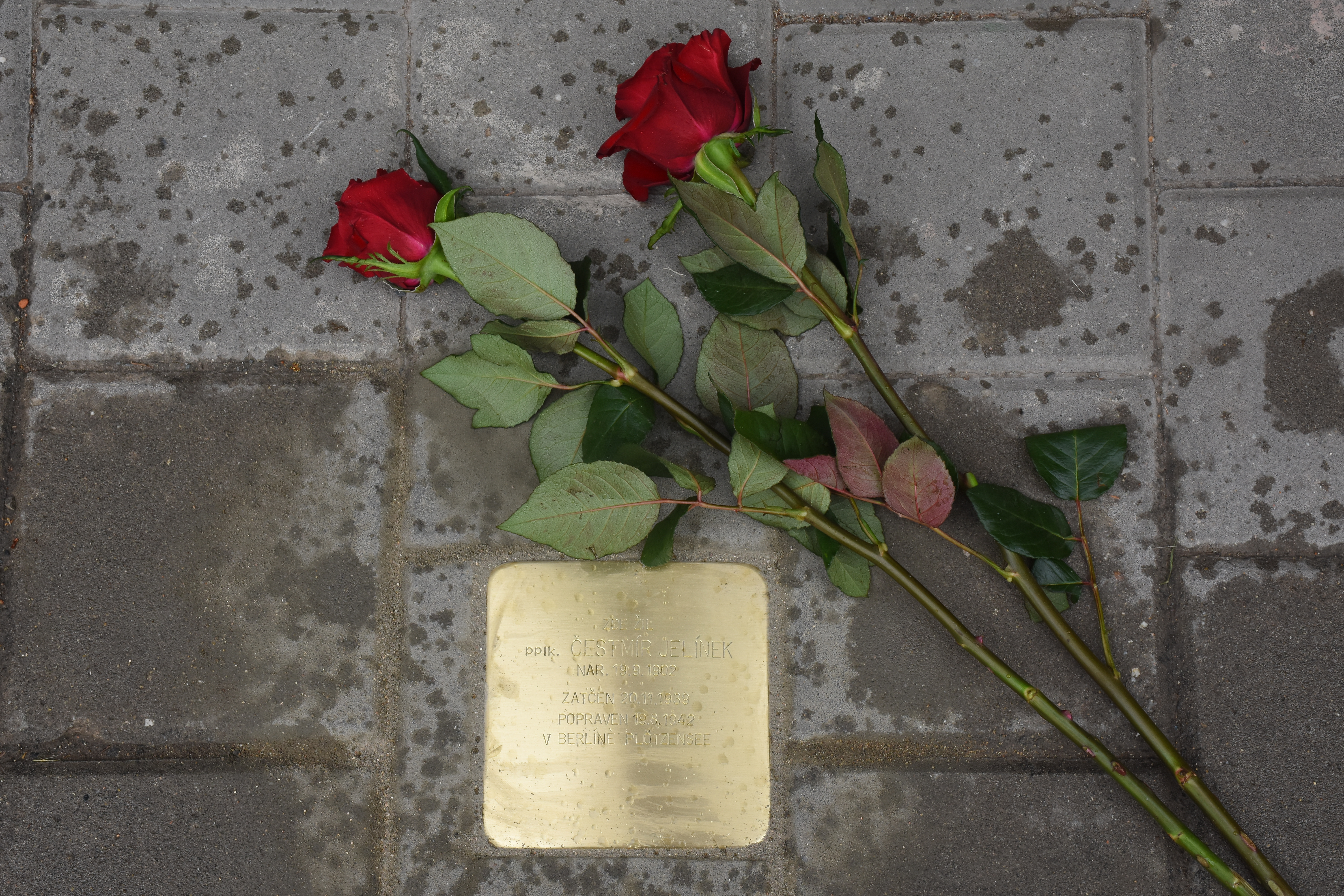
Gedenkstein in Brünn für ein Opfer der Nationalsozialisten

Die Liste der Gedenksteine für NS-Opfer in Brünn  enthält Gedenksteine, die in Brünn (tschechisch: Brno), der Hauptstadt der tschechischen Region Jihomoravský kraj (Südmährische Region), neben den Stolpersteinen in Brünn verlegt wurden. Sie gedenken des Schicksals von Menschen aus Brünn, die von den Nationalsozialisten ermordet, deportiert, vertrieben oder in den Suizid getrieben wurden.
Die Gedenksteine sind den vielerorts von Gunter Demnig verlegten Stolpersteinen nachempfunden und wurden zumeist durch den Brünner Sokol-Verin verlegt. Sie unterscheiden sich von den Stolpersteinen in zumindest zwei Aspekten: Sie sind deutlich größer (ca. 20 × 20 cm) und die Inschriften wurden nicht von Hand gefertigt.
Die Gedenksteine für Vojtěch Beneš und Ludvík Makele, erstverlegt 2015, wurden am 27. Juni 2016 an einer anderen Adresse neu verlegt.

## Brünn
| Bild | Name                                       | Standort                   | Leben |
| ---- | ------------------------------------------ | -------------------------- | --- |
|      | Vojtěch Beneš                              | Pisárecká 1 ·              | Vojtěch Beneš wurde am 4. August 1892 in Letovice geboren. Er studierte an der Technischen Universität Brünn am Institut für Kulturtechnik. 1920 bis 1921 arbeitete er für den Agrarbetrieb Mähren, danach bis 1922 für die städtische Baubehörde von Brünn. 1923 wurde er Leiter der Brünner Wasserwerke. Am 1. September 1939 wurde er im Zuge der Aktion Albrecht I. verhaftet und zunächst im Gefängnis der Festung Spielberg gefangen gehalten. Danach wurde er ins KZ Dachau und anschließend ins KZ Buchenwald deportiert. Am 4. November 1942 wurde er vor dem Volksgericht in Breslau zu einer Gefängnisstrafe von fünf Jahren verurteilt. Seine Ehefrau Božena Benešová erhielt die Mitteilung, dass ihr Ehemann am 11. November 1943 in der Festung Hohenasperg in der Abteilung für Tuberkulose und Herzschwäche verstorben wäre. |
|      | Heinrich Blum                              | Veveří 77                  | |
|      | Arnošt Bondy                               | Cejl 17                    | |
|      | Rudolfína Bondyová                         | Cejl 17                    | |
|      | Jan Chalupa                                | Veveří 14                  | |
|      | Dorrit Fischer                             | Veveří 52                  | |
|      | František Geisler                          | Veveří 75                  | |
|      | Bedřich Hahn                               | Grohova 51                 | |
|      | Gustav Hahn                                | Grohova 51                 | |
|      | Hermína Hahnová                            | Grohova 51                 | |
|      | Ladislav Jandásek                          | Soukopova 529/4 ·          | Ladislav Jandásek wurde am 19. November 1887 in Moravany u Kyjova geboren. Er studierte an der Karlsuniversität Prag Tschechisch und Französisch, 1910 schloss er sein Studium ab und wurde Lehrer. 1921 heiratete er Bozena, geborene Kubiková, das Paar hatte zwei Kinder - Jamila (geboren 1922) und Miroslav (geboren 1923). 1938 erfolgte Jandáseks Ernennung zum Schulinspektor. Er war Mitglied des Sokols Brünn I und hier sehr aktiv. Er betätigte sich als Herausgeber der Schriften des Sokol-Mitbegründers Miroslav Tyrš und schrieb selber über die Geschichte des Sokols. Des Weiteren schloss er sich der Widerstandsgruppe Obrana národa an. 1940 wurde er verhaftet, kam wieder frei und wurde schließlich 1941 erneut verhaftet und ins KZ Auschwitz deportiert, wo er am 5. September 1942 starb. |
|      | Čestmír Jelinek                            | Domažlická 10              | |
|      | Pavel Jeral                                | Lidická 14 ·               | Pavel Jeral wurde am 15. Juli 1890 in Mladá Boleslav geboren. Er wurde am Prager Konservatorium ausgebildet, ab 1919 war er festes Mitglied des Brünner Opernhauses, 1924/1925 wurde er am Landestheater Saarbrücken verpflichtet. 1925 wurde er Kantor der Synagoge in Brünn, und von 1925 bis 1942 Gesangslehrer. Am 29. März 1942 wurde er nach seiner Verhaftung mit dem Transport Ae (seine Nummer auf dem Transport lautete 561) von Brünn ins KZ Theresienstadt deportiert. Von dort wurde er am 25. Mai 1942 mit dem Transport Az (seine Nummer auf den Transport lautete 742) vermutlich nach Lublin überstellt. Mit ihm wurde seine Ehefrau Margit, geborene Klein, und seine zwei Kinder Sylva (geboren 1924) und Richard (geboren 1927) deportiert, sie überlebten die Shoah nicht. |
|      | Richard Jeral                              | Lidická 14 ·               | Richard Jeral wurde am 20. Dezember 1927 in Brünn geboren. Er war der Sohn des Opernsängers Pavel Jeral und dessen Frau Margit Jeralová. Er hatte eine ältere Schwester - Sylva, geboren 1924. Am 29. März 1942 wurde er zusammen mit seinen Eltern und seiner Schwester mit dem Transport Ae von Brünn ins KZ Theresienstadt deportiert. Von dort wurde er am 25. Mai 1942, wieder zusammen mit seiner Familie, mit dem Transport Az nach Lublin überstellt. Richard Jeral und seine Familie haben die Shoah nicht überlebt. |
|      | Margita Jeralová (geb. Klein)              | Lidická 14 ·               | Margita Jeralová, geborene Klein, wurde am 19. April 1896 in Brünn geboren. Sie war verheiratet mit dem Opernsänger Pavel Jeral. Mit ihm hatte sie zwei Kinder - Sylva, geboren 1924 und Richard, geboren 1927. Am 29. März 1942 wurde sie zusammen mit ihrem Mann und ihren Kindern mit den Transport Ae (ihre Nummer auf dem Transport lautete 562) von Brünn ins KZ Theresienstadt deportiert. Von dort wurde sie, wieder zusammen mit ihrer Familie, am 25. Mai 1942 mit dem Transport Az (ihre Nummer auf den Transport lautete 741) nach Lublin überstellt. Margita Jeralová und ihre Familie haben die Shoah nicht überlebt. |
|      | Sylva Jeralová                             | Lidická 14 ·               | Sylva Jeralová wurde am 13. Juni 1924 geboren. Sie war das älteste Kind des Opernsängers Pavel Jeral und dessen Frau Margita. Sie hatte einen jüngeren Bruder - Richard, geboren 1927. Am 29. März 1942 wurde sie zusammen mit ihren Eltern und ihrem Bruder mit den Transport Ae (ihre Nummer auf dem Transport lautete 563) von Brünn ins KZ Theresienstadt deportiert. Von dort wurde sie, wieder zusammen mit ihrer Familie, am 25. Mai 1942 mit dem Transport Az (ihre Nummer auf den Transport lautete 744) nach Lublin überstellt. Sylva Jeralová und ihre Familie haben die Shoah nicht überlebt. |
|      | Alois Jiří Kirschner                       | Střední 15/398 ·           | Alois Jiří Kirschner wurde am 23. März 1934 geboren. Seine Eltern waren Walter Kirschner und Frieda Kirschnerová. Er hatte eine 1932 geborene Schwester - Zuzanna. Er wurde am 4. April 1942 zusammen mit seiner Mutter, seiner Schwester Zuzanna und anderen Familienmitgliedern mit dem Transport Ah (seine Nummer auf dem Transport lautete 334) von Brünn ins Ghetto Theresienstadt deportiert. Am 9. Mai 1942 erfolgte mit dem Transport Ax (seine Nummer auf dem Transport lautete 757) seine Überstellung ins Arbeitslager Osowa bei Sobibor. Er wurde vom NS-Regime an einem unbekannten Ort ermordet. |
|      | Cecilie Kirschnerová (geb. Sinaibergerová) | Střední 15/398 ·           | Cecilie Kirschnerová, geborene Sinaibergerová, wurde am 20. Februar 1864 in Ivančice geboren. Sie war verheiratet mit Alois Kirschner, das Paar hatte zumindest zwei Söhne - Hugo, geboren 1886 und Walter. Ihr Ehemann starb 1933. Am 4. April 1942 wurde sie zusammen mit ihrem Sohn und anderen Mitgliedern ihrer Familie mit dem Transport Ah (ihre Nummer auf dem Transport lautet 335) von Brünn ins Ghetto Theresienstadt deportiert. Laut ausgestelltem Totenschein ist Cecilie Kirschnerová hier am 6. September 1942 an einem Lungenödem verstorben. Ihr Sohn Hugo wurde im Oktober 1944 nach Auschwitz überstellt, ebenso wurde Sohn Walter deportiert, beide haben die Shoah nicht überlebt. Die Meldung an Yad Vashem für Cecilie Kirschnerová erfolgte durch die einzige überlebende Tochter von Hugo - Renée Skalová. Auch sie war nach Theresienstadt deportiert worden, wurde aber nicht, wie ihre restliche Familie, ins Arbeitslager Osowa überstellt. Sie lebte nach dem Krieg in Prag und wurde Mutter zweier Töchter. Sie starb 2012. |
|      | Frieda Kirschnerová (geb. Pretzner)        | Střední 15/398 ·           | Frieda Kirschnerová, geborene Pretzner, wurde am 14. April 1908 geboren. Sie war verheiratet mit Walter Kirschner. Das Paar hatte einen Sohn - Alois Jiří Kirschner, geboren 1934 und eine Tochter - Zuzana, geboren 1932. Sie wurde am 4. April 1942 zusammen mit ihren Kindern und anderen Familienmitgliedern mit dem Transport Ah (ihre Nummer auf dem Transport lautete 764) von Brünn ins Ghetto Theresienstadt deportiert. Am 9. Mai 1942 erfolgte mit dem Transport Ax (ihre Nummer auf dem Transport lautete 758) ihre Überstellung ins Arbeitslager Osowa bei Sobibor. Sie wurde vom NS-Regime an einem unbekannten Ort ermordet. |
|      | Zuzana Kirschnerová                        | Střední 15/398 ·           | Zuzana Kirschnerová wurde am 2. August 1932 in Brünn geboren. Ihre Eltern waren Walter Kirschner und Frieda Kirschnerová. Sie hatte einen jüngeren Bruder, Alois Jiří (geboren 1934). Sie wurde am 4. April 1942 zusammen mit ihren Eltern, ihrem Bruder und anderen Familienmitgliedern mit dem Transport Ah (ihre Nummer auf dem Transport lautete 333) von Brünn ins Ghetto Theresienstadt deportiert. Am 9. Mai 1942 erfolgte mit dem Transport Ax (ihre Nummer auf dem Transport lautete 756) ihre Überstellung ins Arbeitslager Osowa bei Sobibor. Keiner der 999 deportierten Juden und Jüdinnen überlebte die Shoah. Auch Zuzana Kirschnerová wurde vom NS-Regime ermordet. |
|      | Zdeněk Krejčí                              | Sedlákova 51/525 ·         | Zdeněk Krejčí wurde am 4. November 1903 in Prag im Stadtteil Vinohrady geboren. Er kam 1920 nach Brünn, da sein Vater Prof. JUDr. Dobroslav Krejčí eine Professur für Statistik an der Masaryk-Universität erhielt. Zdeněk Krejčí studierte Jura an der Masaryk-Universität, 1926 machte er sein Staatsexamen. Er arbeitete bei einer Bank und war Mitglied bei Sokol Brünn I. Am 1. September 1939 wurde er wegen seiner Tätigkeit bei Sokol in der Aktion Albrecht I. verhaftet und bis 11. November 1939 in der Festung Spielberg inhaftiert. Am 30. September 1941 wurde er erneut verhaftet. Er kam in das Gestapo-Gefängnis Pod Kaštany. Von dort wurde er nach Auschwitz überstellt. Seiner Frau, Marie Krejčí, wurde schließlich mitgeteilt, dass Zdeněk Krejčí an einer Degeneration des Herzmuskels verstorben sei. Er hinterließ zwei Kinder, Zdeňka und Jaroslav. Auf einer Gedenktafel für die Opfer des Zweiten Weltkrieges in der Bank Rooseveltova 18/01 in Brünn wird seiner namentlich gedacht, ebenso auf einer Gedenktafel für die Opfer der Besatzung unter den Mitgliedern des Sokol Brünn I in der Kounicova 20-22/01. |
|      | Josef Kudela                               | Klácelova 10               | |
|      | Friedrich Lampl                            | Mášova 6/724 ·             | Friedrich (Bedřich) Lampl wurde am 10. Mai 1889 in Holešov geboren. Am 10. Januar 1937 heiratete er Hedvika, geborene Kammerer. Am 5. Dezember 1941 wurde er zusammen mit seiner Frau mit dem Transport K (seine Nummer auf dem Transport lautete 815) von Brünn ins KZ Theresienstadt deportiert. Von dort wurde er am 5. Dezember 1941, wieder zusammen mit seiner Frau, mit dem Transport P (seine Nummer auf dem Transport lautete 497) nach Riga überstellt. Bedřich Lampl und seine Frau haben die Shoah nicht überlebt. Auch seine Schwester Olga, verheiratete Huber wurde 1944 in Auschwitz ermordet. |
|      | Hedvika Lamplová (geb. Kammerer)           | Mášova 6/724 ·             | Hedvika Lamplová (auch Hedvig Lampel), geborene Kammerer, wurde am 13. Juli 1900 in Wien geboren. Sie heiratete am 10. Januar 1937 Bedřich Lampl. Am 5. Dezember 1941 wurde sie zusammen mit ihrem Mann mit dem Transport K (ihre Nummer auf dem Transport lautete 814) von Brünn ins KZ Theresienstadt deportiert. Von dort wurde sie am 5. Dezember 1941, wieder zusammen mit ihrem Mann, mit dem Transport P (ihre Nummer auf dem Transport lautete 496) nach Riga überstellt. Hedvika Lamplová und ihr Mann haben die Shoah nicht überlebt. |
|      | Oskar Löffler                              | Radnická 10                | |
|      | Marta Löfflerová                           | Radnická 10                | |
|      | Ludvík Mackerle                            | Pisárecká 1 ·              | Ludvík Mackerle (sein Name wird an einigen Stellen Mackrle geschrieben) wurde am 8. August 1893 in Biskupice u Jevíčka geboren. Von 1911 bis 1915 studierte er an der Technischen Universität Brünn Kulturtechnik. Während des Ersten Weltkrieges kämpfte er im 93. Infanterie-Regiment der österreichisch-ungarischen Armee. 1916 wurde er gefangen genommen. 1921 konnte er sein durch den Krieg unterbrochenes Studium beenden. Er wurde stellvertretender Direktor der Brünner Wasserwerke. Nach der Besetzung Tschechiens trat er der Widerstandsgruppe Obrana národa (Verteidiger der Nation) bei. Er wurde deswegen am 29. Januar 1940 verhaftet und kam ins Sušilovy koleje, ein ehemaliges Studentenwohnheim, dass seit 1940 von der deutschen Kriminalpolizei genutzt wurde. Danach wurde er in ein Gefängnis nach Breslau gebracht. Am 4. November 1942 wurde er zu sieben Jahren Haft verurteilt. Er war in Gefängnissen in Dietz und in Brieg inhaftiert. Am 28. Juni 1943 kam er im Gefängnis in Brieg ums Leben. Er war Mitglied im Sokol Brünn I. Seiner gedacht wird auf mehreren Gedenktafeln in Brünn. So auf der Gedenktafel für die Opfer des 2. Weltkrieges unter den Mitarbeitern der Stadtverwaltung und den Mitgliedern des diplomatischen Corps im 1. Hof des Neuen Rathauses, für die Opfer der Besatzung unter den Mitgliedern des Sokol Brünn I in der Kounicova 20-22/01 sowie für die Opfer des 2. Weltkrieges unter den Mitarbeitern der Wasserwerke am Betriebsgebäude der Wasserwerke. |
|      | Pravoslav Navrátil                         | Grohova 63                 | |
|      | Karel Schimmerling                         | Botanická 612/36 ·         | Karel (Carl) Schimmerling wurde am 8. Oktober 1886 in Brünn geboren. Er war verheiratet mit Růžena Schimmerlingová, geborene Ippen. Das Paar hatte zwei Kinder - den Sohn Hanuš, geboren am 30. März 1921 und die Tochter Doris, geboren 1926 in Jihlava. Nach der Zerschlagung der Rest-Tschechei 1939 durfte Tochter Doris nicht mehr die tschechische Schule besuchen und ging ein halbes Jahr auf ein jüdisches Gymnasium bis auch dieses nicht mehr möglich war. Die gesamte Familie musste die Wohnung verlassen und zog in einen einfacher ausgestatteten Stadtteil. Am 28. Januar 1942 musste sich die Familie in eine Schule in der ulice Merhautova 37 begeben. Von dieser Sammelstelle aus wurden sie mit dem Transport U (dies war der dritte Transport von Brünn nach Theresienstadt) ins KZ Theresienstadt deportiert (Karels Nummer auf diesem Transport lautete 57). Am 16. Oktober 1944 wurde Karel, zusammen mit seinem Sohn Hanuš, nach Auschwitz deportiert; seine Gefangenennummer auf dem Transport lautete 1275. Seine Frau Růžena wurde im Februar 1944 in Theresienstadt ermordet. Tochter Doris verblieb in Theresienstadt. Der Transport erreichte Auschwitz am 28. Oktober 1944, wo Karel ermordet wurde. Karels Kinder haben den Holocaust überlebt. Hanuš gründete die Theresienstädter Initiative, heiratete und wurde Vater eines Kindes. Am 26. April 1999 starb er in Prag. Tochter Doris (heute verheiratete Grozdanovičová) studierte in Brünn, arbeitete dann im Außenministerium der Tschechoslowakei in Prag. Sie verlor diesen Arbeitsplatz, als eine Tante nach England emigrierte. Sie arbeitete danach in einer Druckerei, wurde Redakteurin eines Verlages. In den 1980er Jahren wurde sie zwangspensioniert, da ihr Sohn von einem Aufenthalt in England nicht mehr zurückkehrte. Sie ist Redakteurin der Zeitung der Theresienstädter Initiative und als Zeitzeugin aktiv. |
|      | Růžena Schimmerlingová (geb. Ippenová)     | Botanická 612/36 ·         | Růžena Schimmerlingová, geborene Ippenová, wurde am 23. Oktober 1893 geboren. Sie war verheiratet mit Karel (Carl) Schimmerling. Das Paar hatte zwei Kinder - den Sohn Hanuš, geboren am 30. März 1921 und die Tochter Doris, geboren 1926 in Jihlava. Nach der Zerschlagung der Rest-Tschechei 1939 durfte Tochter Doris nicht mehr die tschechische Schule besuchen und ging ein halbes Jahr auf ein jüdisches Gymnasium bis auch dieses nicht mehr möglich war. Die gesamte Familie musste die Wohnung verlassen und zog in einen einfacher ausgestatteten Stadtteil. Am 28. Januar 1942 musste sich die Familie in eine Schule in der ulice Merhautova 37 begeben. Von dieser Sammelstelle aus wurden sie mit dem Transport U (dies war der dritte Transport von Brünn nach Theresienstadt) ins KZ Theresienstadt deportiert (Růžena Nummer auf diesem Transport lautete 58). Am 20. Februar 1944 wurde Růžena Schimmerlingová in Theresienstadt ermordet. Im Oktober 1944 wurden ihr Mann und ihr Sohn Hanuš, nach Auschwitz deportiert. Karel Schimmerling wurde dort ermordet. Růžena Mutter Arnoštka Ippenová wurde im März 1942 ebenfalls ins KZ Theresienstadt deportiert, sie wurde dort im April 1942 ermordet. Karels Kinder haben den Holocaust überlebt. Hanuš gründete die Theresienstädter Initiative, heiratete und wurde Vater eines Kindes. Am 26. April 1999 starb er in Prag. Tochter Doris (heute verheiratete Grozdanovičová) studierte in Brünn, arbeitete dann im Außenministerium der Tschechoslowakei in Prag und danach in einer Druckerei, wurde Redakteurin eines Verlages. In den 1980er Jahren wurde sie zwangspensioniert. Sie ist Redakteurin der Zeitung der Theresienstädter Initiative und als Zeitzeugin aktiv. |
|      | Leontina Schönhauserová (geb. Kaufmannová) | Třída Kapitána Jaroše 37 · | Leontina Schönhauserová, geborene Kaufmannová, wurde am 6. April 1877 geboren, Sie war verheiratet mit Max Schönhauser. Das Paar hatte eine Tochter - Olga (geboren 1907). Max starb 1941. Am 31. März 1942 wurde sie mit dem Transport Af (ihre Gefangennummer auf diesem Transport war die 552) von Brünn nach Theresienstadt deportiert. Von hier wurde sie am 23. April 1942 mit dem Transport Al (ihre Nummer auf diesem Transport war die 682) nach Lublin deportiert. Hier wurde Leontina Schönhauserová noch im selben Jahr ermordet. Tochter Olga wurde wenige Tage nach Leontina zusammen mit ihrem Mann und ihren zwei Töchtern deportiert (erst nach Theresienstadt, 1944 nach Auschwitz). Einzig Tochter Gerta Renné wurde nicht nach Auschwitz deportiert und überlebte die Shoah. |
|      | Karel Sinek                                | Mášova 23a                 | |
|      | Hilda Sinková                              | Mášova 23a                 | |
|      | Karel Tomeš                                | Tomešova 6/568 ·           | |
|      | Josef Tvrdý                                | Tvrdého 8/564 ·            | Josef Tvrdý wurde am 19. September 1877 in Tuř u Jičína geboren, studierte er an der Karlsuniversität Altphilologie, Philosophie und Französisch. 1901 wurde er Lehrer an einem Gymnasium in Vyškově. Er schloss sich der Česká strana státoprávně pokroková, der Tschechischen staatsrechtlich-fortschrittlichen Partei, und der Turnerbewegung Sokol an. Im Ersten Weltkrieg war er als Offizier der Gesundheitsdienste tätig, danach unterrichtete er in Brünn. 1920 promovierte er in Philosophie, zwei Jahre später erfolgte seine Habilitation. 1927 wurde er Außerordentlicher Professor an der Comenius-Universität in Bratislava, 1930 Ordentlicher Professor, 1932/1933 Dekan. Er lehrte auch an der Masaryk-Universität in Brünn und war von 1931 bis 1939 Leiter der Staatlichen Pädagogischen Akademie. 1938 erhielt er eine Professur an der Masaryk-Universität und beendete seine Tätigkeit in Bratislava. Im Dezember 1941 wurde er von der Gestapo verhaftet und im Kounicovy koleje, einem Gestapo-Gefängnis und einer Hinrichtungsstätte, inhaftiert. Er wurde ins KZ Mauthausen deportiert und erhielt dort die Nummer 1218. Auf seinem Totenschein wurde der 13. Mai 1942 als Todesdatum vermerkt. |
|      | František Wenzl                            | Mášova 21                  | |
|      | Albert Werner                              | Joštova 3                  | |
|      | Emmy Wernerová                             | Joštova 3                  | |
|      | Heda Wernerová                             | Joštova 3                  | |
|      | Ella Zeislová                              | Veveří 52                  | |
|      | Eugen Zeisel                               | Veveří 52                  | |

## Verlegungen 2016
Im Jahr 2016 wurden elf weitere Gedenksteine verlegt:
- Mášova 21: Ing. František Wenzl, Dr. h. c.
- Mášova 23a: Karel und Hilda Sinek
- Veveří 14: plk. Jan Chalupa
- Grohova 51: Gustav Hahn, Bedřich Hahn und Hermína Hahnová
- Grohova 63: pplk. Pravoslav Navrátil
- Wurmova 4: arm. gen. Vojtěch Boris Luža
- Klácelova 10: PhDr. Josef Kudela
- Domažlická 10: pplk. Čestmír Jelínek

## Verlegedaten
Die Gedenksteine wurden an folgenden Tagen verlegt:
- 10. September 2015; Botanická 36/612, Jaroše 37, Sedlákova 51/525, Soukopova 4/529
- 15. Oktober 2015: Lidická 14, Mášova 6/724, Střední 15/398
- 27. Juni 2016: Pisárecká 1

Die beiden Gedenksteine für Vojtěch Beneš und Ludvík Mackerle wurden zuerst am 10. September 2015 in der Pisárecká 10/272 verlegt und am 27. Juni 2016 an der Adresse Pisárecká 1 neu verlegt.